# Vizedomamt Fulda
Das Vizedomamt Fulda war eine Gerichts- und Verwaltungseinheit des geistlichen Fürstentums Fulda und des Fürstentums Nassau-Oranien-Fulda.

## Geschichte

### Im Hochstift Fulda
Die Stadt Fulda war in Bezug auf die Verwaltung und Gerichtsbarkeit ein Flickenteppich. Es bestand
- die Domkapitularische Audienz: die Kellerei Hinterburg, Ober- und Unterhospitalgemeinde
- das Amt Altenhof
- Teile der Propstei Michelsberg
- Teile der Propstei Neuenberg (die Lengsfelder Gasse) und
- das Vizedomamt Fulda.

Das Vizedomamt Fulda war räumlich für die eigentliche (d. h. die ummauerte) Stadt Fulda außer den genannten anderen Gerichtsbezirken zuständig. Personell waren aber alle Hofbeamten und Bewohner der zur Residenz gehörenden Häuser nicht dem Vizedom, sondern dem Hofmarschall unterworfen.

### Fürstentum Nassau-Oranien-Fulda
Nach dem Reichsdeputationshauptschluss 1803 wurde das 1802 säkularisierte Hochstift Fulda aufgelöst und Kern von Nassau-Oranien-Fulda. Das Amt Altenhof wurde aufgelöst und dem Vizedomamt Fulda zugefügt. Auch die Propsteiämter wurden aufgelöst und ihre Rechte auf die geographisch passenden fürstlichen Ämter verteilt. Damit war das Vizedomamt Fulda für die ganze Stadt Fulda und die Vorstädte zuständig.

### Großherzogtum Frankfurt
1806 wurde das Fürstentum Nassau-Oranien-Fulda französisch besetzt und 1810 Teil des Großherzogtums Frankfurt. In der Franzosenzeit war die Bezeichnung des Amtes Stadt Fulda (die anderen Ämter trugen die Bezeichnung Distriktsmairie), an der Struktur änderte sich nichts (siehe hierzu Gerichtsorganisation im Großherzogtum Frankfurt). Insbesondere die Trennung der Rechtsprechung von der Verwaltung wurde nicht eingeführt.
Gemäß der Schlussakte des Wiener Kongresses vom 9. Juli 1815 ging die Stadt an das Kurfürstentum Hessen über. Hier wurde das Vizedomamt Fulda als Stadtamt Fulda fortgeführt. Es erhielt räumlich noch die Verantwortung für die umliegenden Mühlen und die Höfe Ober und Unterziehers. 1821 wurde die Trennung der Rechtsprechung von der Verwaltung umgesetzt. Die Verwaltungsaufgaben übernahm der Kreis Fulda, die Gerichtsfunktion das Justizamt Fulda.

## Vizedome
- Philipp Freiherr von Hettersdorf [1800] Präsident des Vizedomamtes
- Ludwig Freiherr von Karg [1800] Vizedom
- Ernst Johann Phillip Hartmann Freiherr von Buseck [1755] Vizedom